# Хоскинс, Мелисса
Мелисса Хоскинс (англ. Melissa Hoskins; 24 февраля 1991, Каламунда, Западная Австралия — 31 декабря 2023, Мединди) — австралийская шоссейная и трековая велогонщица.

## Карьера
В мае 2012 года она приняла участие в Туре острова Чунмин, где все этапы завершились спринтом. На нём она выиграла первый этап, опередив Рошелль Гилмор, была второй на следующем этапе, уступив Монии Баккаилле, и, наконец, выиграла последний этап, опередив итальянку. Это позволило ей стать первой в итоговой генеральной классификации. На следующем гонке Тур острова Чунмин Кубок мира её обогнала в фининшном спринте Шелли Олдс. Летом она участвовала в Олимпийских играх в Лондоне, где заняла четвёртое место в командной гонке преследования вместе с Джозефина Томич и Аннетт Эдмондсон. На чемпионате мира по трековому велоспорту 2012 года в Мельбурне завоевала серебряные медали в командном преследовании и скретче.
В 2015 году на чемпионате мира по трековому велоспорту в командной гонке преследования стала чемпионкой мира. Вместе с Аннетт Эдмондсон, Эшли Анкудинофф и Эми Кюр она победила в финале британскую команду и установила мировой рекорд — 4 минуты 13 секунд 683.
В 2016 году пневмония лишила её чемпионства мира в начале года. На Олимпийских играх в Рио она упала со своими товарищами по команде во время тренировки. Несмотря на четыре дня госпитализации, она вернула себе место в команде и приняла участие в первых двух раундах командной гонки преследования. Её команде не удалось отобраться в медальные заезды. В гонке за 5-е место она не участвовала, а её партнёры по команде заняли пятое место в турнире.
После этих Игр она приостановила свою карьеру, планируя какое-то время посвятить шоссейному велоспорту. В мае 2017 года объявила о завершении своей карьеры.

## Личная жизнь
В мае 2017 года она объявила о помолвке с велогонщиком Роаном Деннисом и одновременно объявила о завершении карьеры. Они поженились в феврале 2018 года. Позже в том же году, через две с половиной недели после того, как Деннис выиграл свой первый титул чемпиона мира в индивидуальной гонке, Хоскинс родила их первого ребёнка, сына. Семья жила в Жироне в Испании, Ла-Массане в Андорре и Аделаиде.
Погибла 31 декабря 2023 года в результате наезда автомобиля около своего дома в Аделаиде, за рулём которого был её муж Роан Деннис. Он был задержан по подозрению в причинении смерти по неосторожности, а затем выпущен под залог. Суд состоялся 13 марта 2024 года.

## Достижения

### Трек

#### Олимпийские игры
- Лондон 2012

4-я в командной гонке преследования

#### Чемпионат мира
- Мельбурн 2012

 командная гонка преследования
 скрэтч
- Минск 2013

 командная гонка преследования
15-я в скрэтче
- Кали 2014

 командная гонка преследования
- Сэн-Кентен-эн-Ивелин 2015

 командная гонка преследования (с Аннетт Эдмондсон, Эшли Анкудинофф, Эми Кюр)

#### Чемпионат мира среди юниоров
- Москва 2009

 командная гонка преследования U19 (с Микаэла Андерсон и Меган Данн)

#### Кубок мира
- 2010-2011

3-я в командная гонка преследования (Пекин)
- 2011-2012

1-я в скрэтч (Лондон)
- 2012-2013

2-я в командная гонка преследования (Глазго)
- 2013-2014

3-я в командная гонка преследования (Агуаскальентес)
- 2014-2015

2-я в командная гонка преследования (Лондон)

#### Чемпионат Океании
- Аделаида 2010

 омниум
 гонка по очкам

#### Чемпионат Австралии
- командная гонка преследования: 2008, 2009 и 2010 (с Сара Кент и Джозефина Томич) и 2011 (с Изабелла Кинг и Джозефина Томич)
- гонка по очкам: 2015

### Шоссе
2011
2-я этап на Женский Тур — На приз Чешской Швейцарии
2012
Тур острова Чунмин
Генеральная классификация
1-я и 3-я этапы
 Чемпионат мира — командная гонка
2-я на Тур острова Чунмин Кубок мира
2-я на Чемпионат Австралии — критериум
2013
 Чемпионат мира — командная гонка
3-я на Опен Воргорда TTT
2014
 Чемпионат мира — командная гонка
3-я на Ронде ван Гелдерланд
5-я на Тур острова Чунмин Кубок мира
2015
Тур Даун Андер
2-я в генеральной классификации
4-я этап

## Рейтинги
| Год                 | 2011  | 2012 | 2013  | 2014 | 2015  |
| ------------------- | ----- | ---- | ----- | ---- | ----- |
| Мировой рейтинг UCI | 156-й | 34-й | 132-й | 40-й | 413-й |
|                     |       |      |       |      |       |
| Источник: UCI       |       |      |       |      |       |